# ファストレーン
ファストレーン (Fastlane) は1997年に結成されたイギリスのバンドである。

## メンバー

### 現在のメンバー
- Ben 'Benji' Phillips – ボーカル(1997 -)
- Matthew 'Matty' O'Grady – バックボーカル、リードギター(1997 -)
- Adam Biffen – リズムギター(1997 -)
- Ian Maynard – バックヴォーカル、ベース、ピアノ(1997 - 1999、2002 -)
- Gary Tough – ドラムス、パーカッション(2003 -)

### 脱退したメンバー
- Tom Marsden – ベース(1999 - 2002)
- Dan Ransen – ドラムス(1999 - 2003)

## バイオグラフィー
1997年四人の学生により結成。
1998年には初めてのデモ音源の録音をするが、当時メンバーは全員学生だったため、活動がうまくいかなくなり4年間活動を休止することとなる。
その後、2003年に再結成。
20deck Records（現在のAllstar Recordings）で1stEPを発表後、1年間イギリス国内での精力的なツアーを行い、急速に認知度を広めていった。
2004年には1stアルバムのレコーディングと平行して国内で100を超えるライヴを敢行。2005年が始まるとすぐに、New Found Gloryのオープニングアクトに抜擢、イギリス国内だけでなく欧州や米国にまで名前を知られるようになる。

## 作品

### アルバム
- New Start （2005年）
  1. Virus
  2. Eyes Closed
  3. Summer Falls
  4. Dreaming
  5. Elevator
  6. Comfortable Silence
  7. New Start
  8. 3rd Degree
  9. Forget What We Were
  10. Million Times
  11. When It's Over
- Overdrive （2007年）
  1. Motion
  2. Let This Go
  3. Sunset At Seventeen
  4. The System
  5. Uninvited Feelin
  6. 16 Hours
  7. Hear Me Out
  8. Walk Away
  9. As We Climb
  10. Burn Your Actions
  11. Enmity
  12. Never Lost Til Now
  13. Play This Out